# Kinako

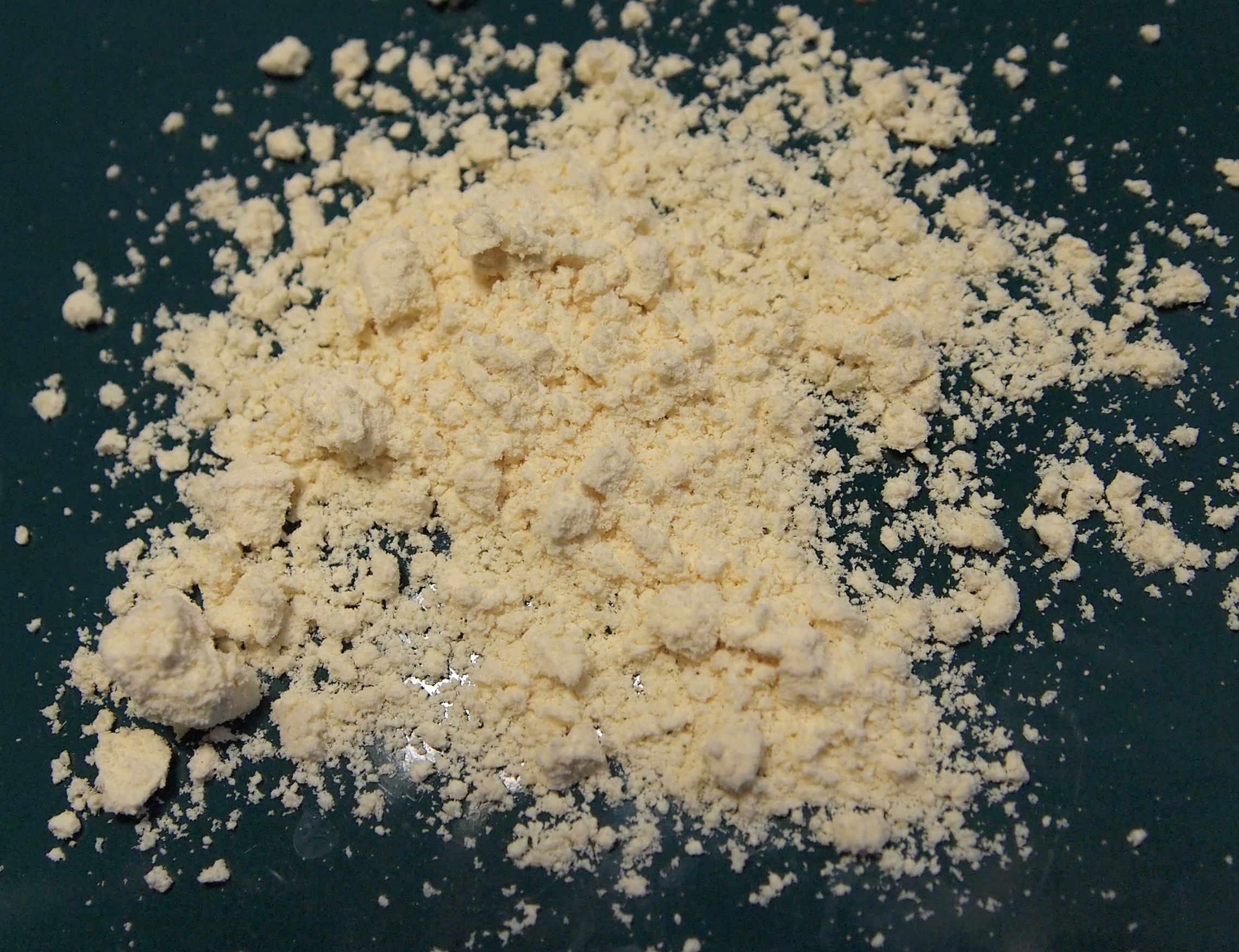
Kinako

Kinako (japanisch きな粉) ist ein in der japanischen Küche genutztes Sojabohnenmehl.

## Herstellung und Inhalte
Um das blassgelbe Sojabohnenmehl herzustellen, werden Sojabohnen geröstet, geschält und gemahlen. Sein Aroma wird allgemein mit dem von Erdnussbutter verglichen.
Kinako wird als Würze zumeist für Süßspeisen verwendet, beispielsweise für Mochi.  Es wird, in Milch oder Sojamilch gerührt, auch als Getränk genossen.

## Essensbeispiele für Kinako
- Abekawamochi (安倍川餅)
- Yatsuhashi (八橋)
- Warabimochi (蕨餅)